# Comune di Nørre Aaby
Il comune di Nørre Aaby fino al 1º gennaio 2007 è stato un comune danese situato contea di Fionia, il comune aveva una popolazione di 5 626 abitanti (2006) e una superficie di 65 km². Capoluogo era la cittadina omonima.
Dal 1º gennaio 2007, con l'entrata in vigore della riforma amministrativa, il comune è stato soppresso e accorpato, insieme al comune di Ejby, al riformato comune di Middelfart.